# Horst Seehofer
Horst Lorenz Seehofer (født 4. juli 1949 i Ingolstadt, Bayern, Tyskland) er en tysk politiker, der fra marts 2018 til december 2021 var Tysklands indenrigsminister. Fra 1992 til 1998 var han social- og sundhedsminister i forbundsregeringen, og fra 2005 til 2008 var han minister for fødevarer, landbrug og forbrugerbeskyttelse. Derefter var han fra 2008 til 2018 ministerpræsident i delstaten Bayern. Derudover var han formand for det kristendemokratiske parti CSU fra 2008 til 2019.
Seehofer er uddannet i kommunal administration fra Bayerische Verwaltungsschule og har tidligere arbejdet som embedsmand. 
Han blev medlem af Bundestag i 1980 og blev næstformand for CSU/CDU's gruppe i oktober i 1988. Som følge af uenighed om sundhedsforsikringsbidrag trak han sig fra sin post i 2004, men fortsatte som næstformand for CSU. Siden han blev valgt til Bundestag har han været direkte valgt i valgdistriktet Ingolstadt. Ved valget i 2005 fik han 65,9 procent af stemmerne i sit valgdistrikt.
Efter at have mistet mere end 17% af stemmerne ved delstatsvalget i Bayern i 2008 annoncerede ministerpræsident Günther Beckstein og CSU-formand Erwin Huber at de trak sig tilbage. Seehofer blev hurtigt foreslået som efterfølger, og han blev valgt på en partikongres 25. oktober 2008 med over 90% af stemmerne. 27. oktober blev han valgt som ministerpræsident med støtte fra FDP. Seehofers regering var den første koalitionsregering i Bayern siden 1962. Under Seehofers ledelse vandt partiet igen et absolut flertal under landdagsvalget den 15. september 2013.
I marts 2018 blev han Tysklands indenrigsminister under regeringen Angela Merkel IV. Som ministerpræsident i Bayern blev han efterfulgt af Markus Söder.